# Haimbachia albiceps
Haimbachia albiceps là một loài bướm đêm trong họ Crambidae.